# Opius bellus
Opius bellus är en stekelart som beskrevs av Charles Joseph Gahan 1930. Opius bellus ingår i släktet Opius och familjen bracksteklar. Inga underarter finns listade i Catalogue of Life.